# مطار بينانغ كامباي
مطار بينانغ كامباي (إياتا: DUM، إيكاو: WIBD) هو مطار محلي يقع في دوماي في إندونيسيا.

## شركات الطيران والوجهات
| شركـات طيـران | الوجهات                                                  |
| ------------- | -------------------------------------------------------- |
| EastIndo      | عارض: Pekanbaru                                          |
| Pelita Air    | عارض: مطار حليم بيردانكوسوما الدولي، Jakarta–Pondok Cabe |
| Wings Air     | مطار هانغ نديم الدولي، مطار كوالانامو الدولي، Pekanbaru  |